# Heart Break Kodak
Heart Break Kodak – siódmy mixtape amerykańskiego rapera Kodaka Blacka. Został wydany 14 lutego 2018 roku przez Atlantic Records. Na mixtapie gościnnie wystąpili Lil Wayne i Tory Lanez. Producentami projektu są między innymi: Murda Beatz, Helluva, Ben Billions, Dyryk i C-Clipz Beatz.

## Tło
Mixtape był zapowiedziany przez Blacka w mediach społecznościowych. Wydanie projektu zostało ogłoszone dzień wcześniej, 13 lutego 2018 roku. Album został wydany, gdy Kodak był w więzieniu, odsiadując wyrok, który otrzymał za zarzuty: kradzieży broni palnej, posiadania marihuany i dwa zarzuty naruszenia warunków zawieszenia.

## Lista utworów
Informacje zaczerpnięte z BMI.
| No.           | Tytuł                                | Twórcy                                                                           | Producenci                         | Długość |
| ------------- | ------------------------------------ | -------------------------------------------------------------------------------- | ---------------------------------- | ------- |
| 1.            | "Running Outta Love"                 | - Dieuson Octave - Shane Lindstrom - Adam Feeney                                 | - Murda Beatz - Frank Dukes        | 3:45    |
| 2.            | "Bill and Jill"                      | - Octave - Derek Garcia                                                          | Dyryk                              | 3:49    |
| 3.            | "Hate Being Alone"                   | - Octave - Scott Styles - Scott Supreme - Marcus White                           | - Scott Styles - Scott Supreme     | 4:04    |
| 4.            | "Acting Weird"                       | - Octave - Garcia                                                                | Dyryk                              | 4:03    |
| 5.            | "Codeine Dreaming" (feat. Lil Wayne) | - Octave - Benjamin Diehl - Marco Rodriguez-Diaz - Ian Lewis - Dwayne Carter Jr. | - Ben Billions - Schife - Infamous | 4:24    |
| 6.            | "Why You Always Gotta Go"            | - Octave - Garcia                                                                | Dyryk                              | 3:20    |
| 7.            | "Laudy"                              | - Octave - Garcia                                                                | Dyryk                              | 4:01    |
| 8.            | "Fuck With You" (fea. Tory Lanez)    | - Octave - Garcia - Daystar Peterson                                             | Dyryk                              | 3:35    |
| 9.            | "I Get Lonely"                       | - Octave - Diehl - Rodriguez-Diaz                                                | - Ben Billions - Infamous          | 3:33    |
| 10.           | "Loyal"                              | - Octave - Jermaine Smith                                                        | C-Clip Beatz                       | 2:45    |
| 11.           | "Corrupted"                          | - Octave - J. Smith                                                              | C-Clip Beatz                       | 2:41    |
| 12.           | "Kicking In"                         | - Octave - Edgar Ferrera - Daniel Smith                                          | - SkipOnDaBeat - Daniel Worthy     | 3:09    |
| 13.           | "Call You"                           | - Octave - Diehl                                                                 | Ben Billions                       | 4:20    |
| 14.           | "No Feelings"                        | - Octave - Windell Durrant - Ijah Cheatham-Stoute                                | The 90s                            | 3:02    |
| 15.           | "Helluva Love"                       | - Octave - Martin McCurtis                                                       | Helluva                            | 3:37    |
| 16.           | "When Vultures Cry"                  | - Octave - Martin McCurtis                                                       | Helluva                            | 3:20    |
| 17.           | "Feb 14"                             | - Octave - J. Smith                                                              | C-Clip Beatz                       | 3:20    |
| Cała długość: | Cała długość:                        | Cała długość:                                                                    | Cała długość:                      | 60:12   |

## Pozycje na listach
| Lista (2018)                           | Pozycja |
| -------------------------------------- | ------- |
| Kanada (Billboard)                     | 4       |
| USA Billboard 200                      | 25      |
| USA Top R&B/Hip-Hop Albums (Billboard) | 1       |